# Вселюб
Вселюб (бел. Усе́люб) — агрогородок в Новогрудском районе Гродненской области Белоруссии. Административный центр Вселюбского сельсовета.
Население 603 человека (2009).

## География
Посёлок расположен в 13 км к северу от Новогрудка. Через Вселюб проходит автодорога Р5 Новогрудок — Ивье.

### Гидрография
Через посёлок протекает река Плиса в своём верхнем течении.

## Этимология
Название Вселюб, наиболее вероятно, от двухосновного старославянского имени типа "Вселюб" с первой основой Vьse-, как в именах "Всеслав"," Всемир " (*Vьse-mirъ). Имя могло значить "всеми любимый". Источники не предоставляют никаких сведений о носителе такого имени.
С Вселюба писался раннелитовский боярин конца XIV в. — начала XV в. Ян Немиров, имя которого такого же славянского именного происхождения (*Ne-mirъ). От рода Немиров-Немировичей возле Вселюба остался топоним (ныне не существующий) Немировщина.
Позже, в "литовские" времена вокруг Вселюба возникли одноименные топонимы балтско-литовского происхождения: Буйвидовщина, Явневичи (сегодня не существуют), Гирдовка, Карабитовка, Отминово (от имен типа Buivydas, Jaunius, Girdžius, Karbitas, Eitminas).

## История

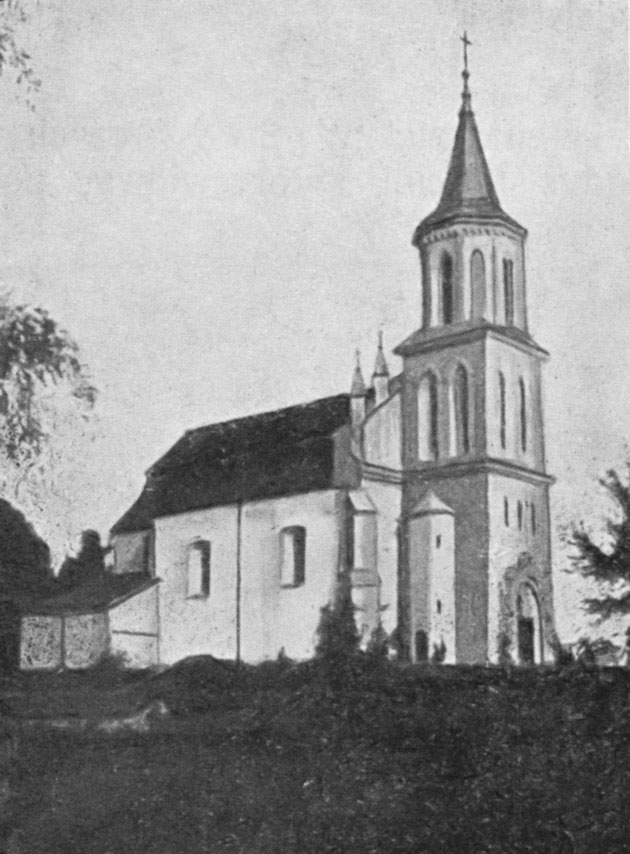
Костёл, начало XX в.

Впервые Вселюб упомянут в 1422 году на печати Яна Немиры.
+ s(igillum) x iohan(n)is x de x wselub x
В XV веке здесь был выстроен католический храм, который по некоторым источникам является старейшим из сохранившихся католических храмов на территории современной Белоруссии.
В первой половине XVI века поместьем сообща владели Немировичи и их родственники Щиты, позже — воевода полоцкий Станислав Довойна. Согласно административно-территориальной реформе (1565—1566) Вселюб вошел в состав Новогрудского повета Новогрудского воеводства. По смерти С. Довойны имение перешло к его вдове Барбаре Соломерецкой, которая в 1576 году продала его Николаю Радзивиллу «Рыжему». Последний, будучи ярым кальвинистом, превратил вселюбский храм в кальвинистский, в 1642 году храм вернули католикам. В XVII веке Вселюб принадлежал последовательно нескольким дворянским родам.
В результате второго раздела Речи Посполитой (1793) Вселюб оказался в составе Российской империи, в Новогрудском уезде Гродненской губернии. В 1799 году в местечке было 106 домов.
В XIX веке владельцем Вселюба стал генерал Иосиф Орурк, происходивший из старинного ирландского графского рода О’Рурков. Отец генерала поступил на службу к русской императрице Елизавете Петровне, а сам Иосиф Орурк отличился в войне с Наполеоном. Выйдя в отставку, генерал мирно жил во Вселюбе, построил в местечке усадьбу и сделал Вселюб одним из центров регионального сыроделия. В 1840 году в городке была построена православная церковь, а в 1861 году Вселюб стал волостным центром. На 1886 год здесь было 108 дворов.
Согласно Рижскому мирному договору (1921) Вселюб оказался в составе межвоенной Польской Республики, где стал центром гмины Новогрудского повета Новогрудского воеводства.
В 1939 году Вселюб вошёл в состав БССР, где 12 октября 1940 стал центром сельсовета. Во время Великой Отечественной войны нацистами были убиты все 40 еврейских семей, проживавших во Вселюбе.

По состоянию на 2000 год здесь было 198 дворов, 717 жителей.

Местечко на старых снимках
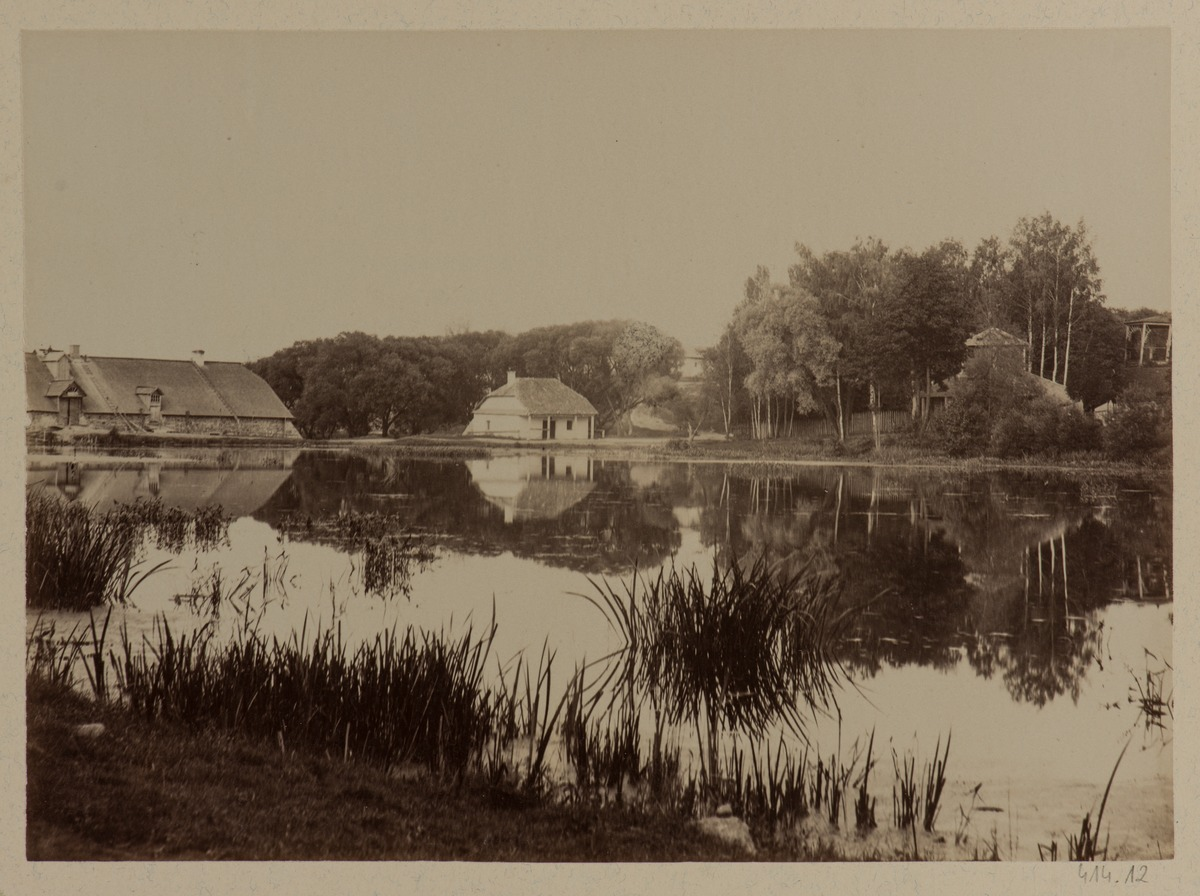
Панорама
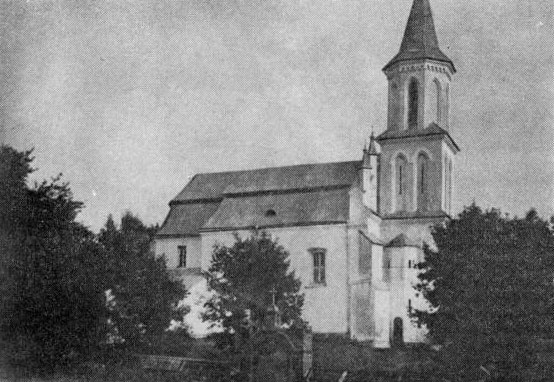
Костёл
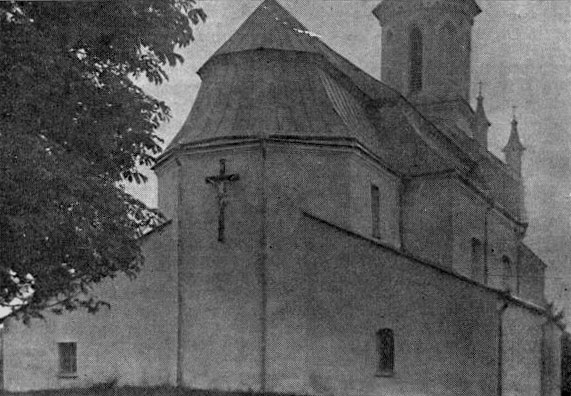
Костёл, апсида
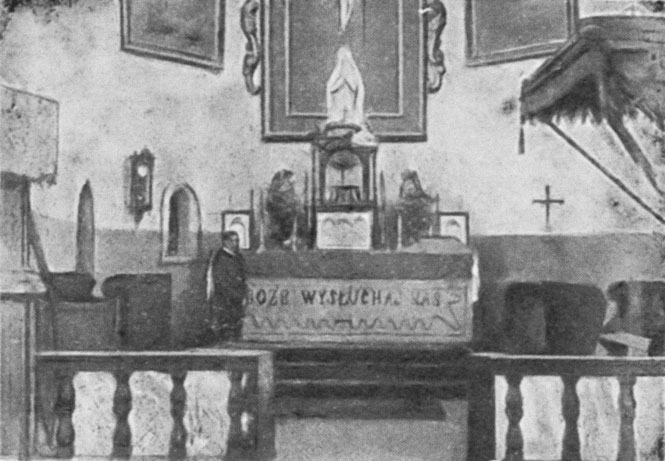
Костёл, интерьер
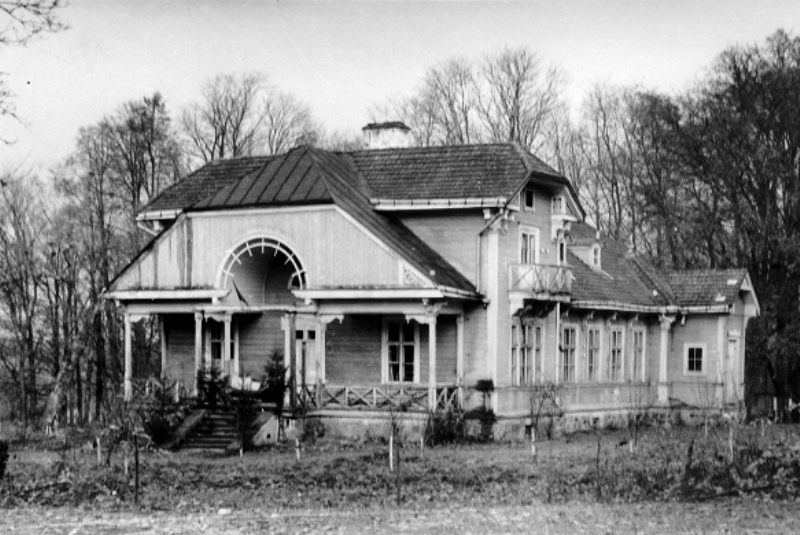
Усадьба О’Рурков в начале XX века
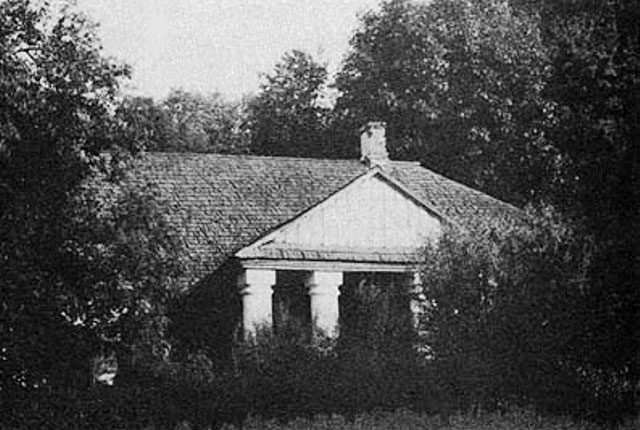
Усадьба О’Рурков

## Население

### Численность
- 2009 год — 603 человек

### Динамика
- 1830 год — 388 муж., из них шляхты 3, духовного сословия 1, мещан-иудеев 58, мещан-христиан и крестьян 324, иных селян 1
- 1886 год — 730 человек
- 1897 год — 1 255 человек
- 1921 год — 736 человек
- 2000 год — 717 человек, 198 дворов
- 2009 год — 603 человек (перепись населения)[9]

## Инфраструктура
Средняя школа, дошкольное учреждение, больница, амбулатория, клуб, почтовое отделение.

## Культура
- Дом культуры
- Музей

## Достопримечательность
- Костёл Святого Казимира, первая половина XV века. Иногда упоминается как «Костёл Воздвижения Святого Креста» или «Костёл св. Иоанна Крестителя» —  Историко-культурная ценность Республики Беларусь, шифр 412Г000464
- Православная церковь св. Михаила Архангела, 1884 г.
- Усадебно-парковый комплекс О’Рурков (XVIII в.) —  Историко-культурная ценность Республики Беларусь, шифр 412Г000464. Усадьба окружена живописным парком.
- Часовня-усыпальница О’Рурков (1837)
- Парк "Вселюб" — памятник природы
- Кладбище: старое католическое, еврейское
- Синагога (XIX в.)
- Пункт Дуги Струве "Амальенгоф"

## Галерея

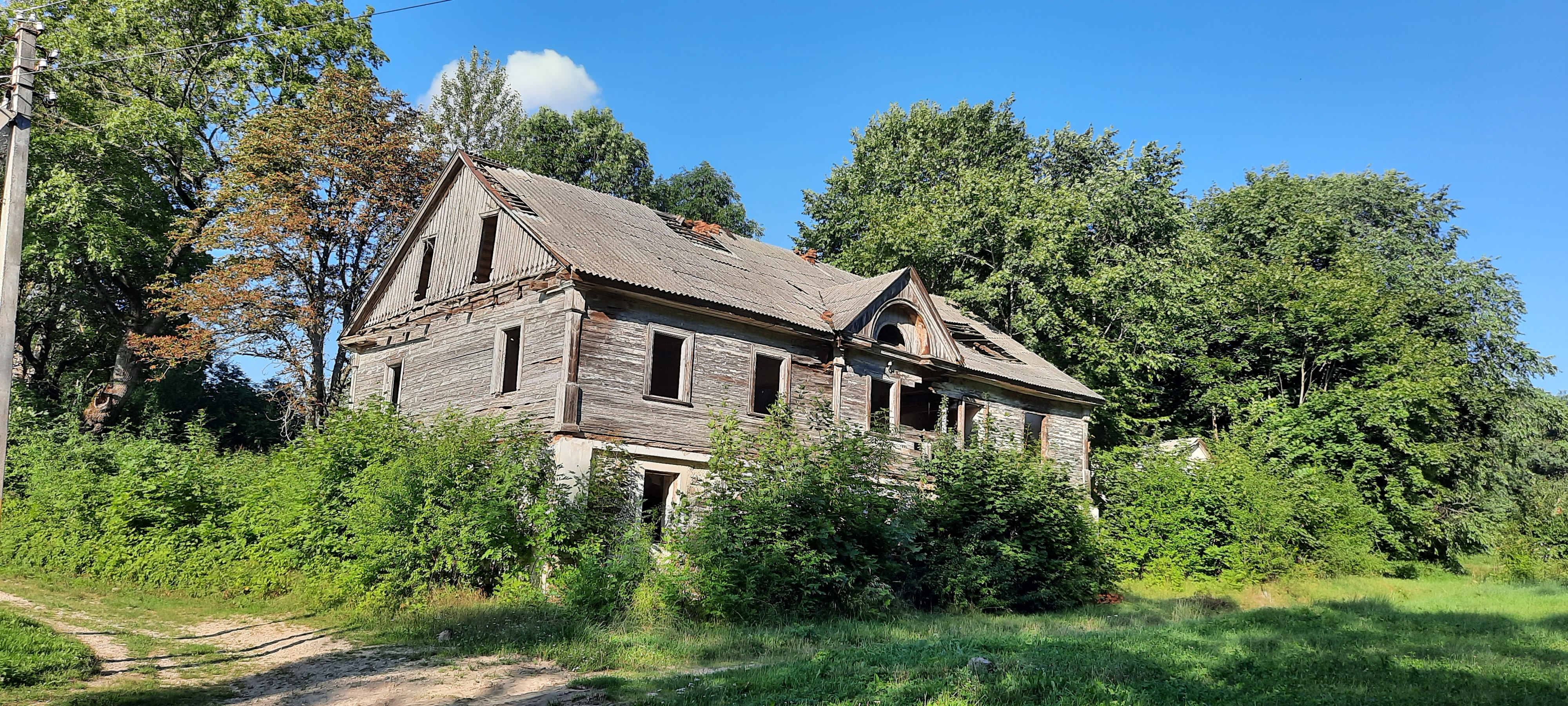
Усадьба О’Рурков. Жилой дом
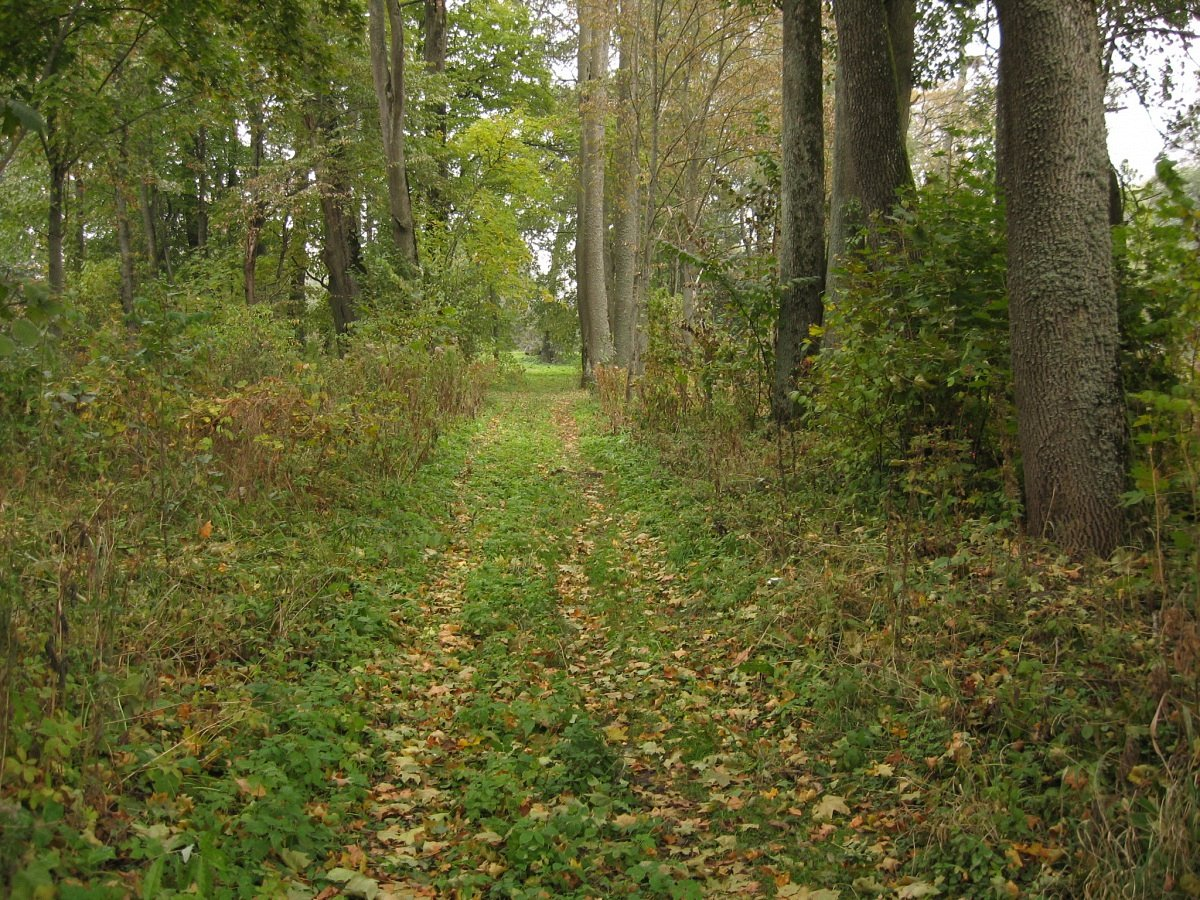
Усадьба О’Рурков. Парк
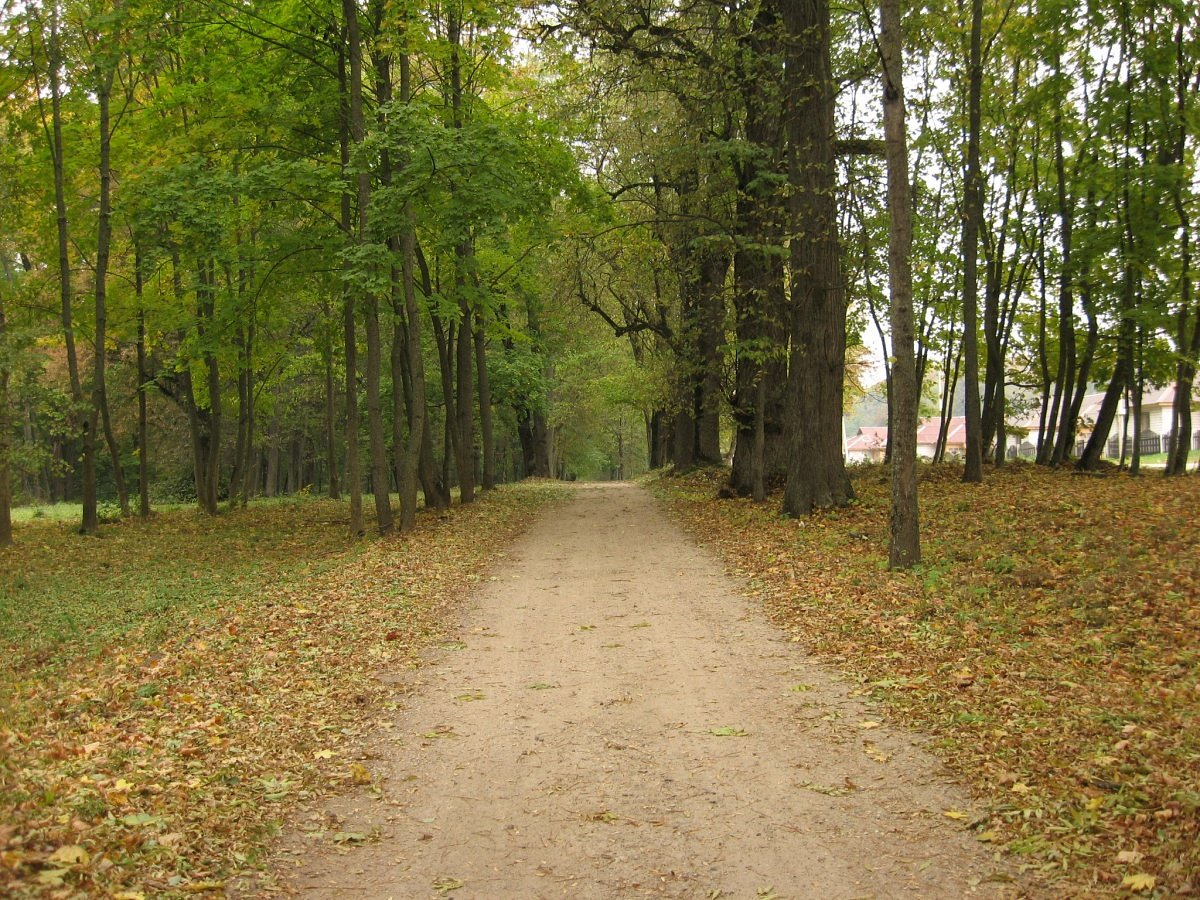
Усадьба О’Рурков. Парк
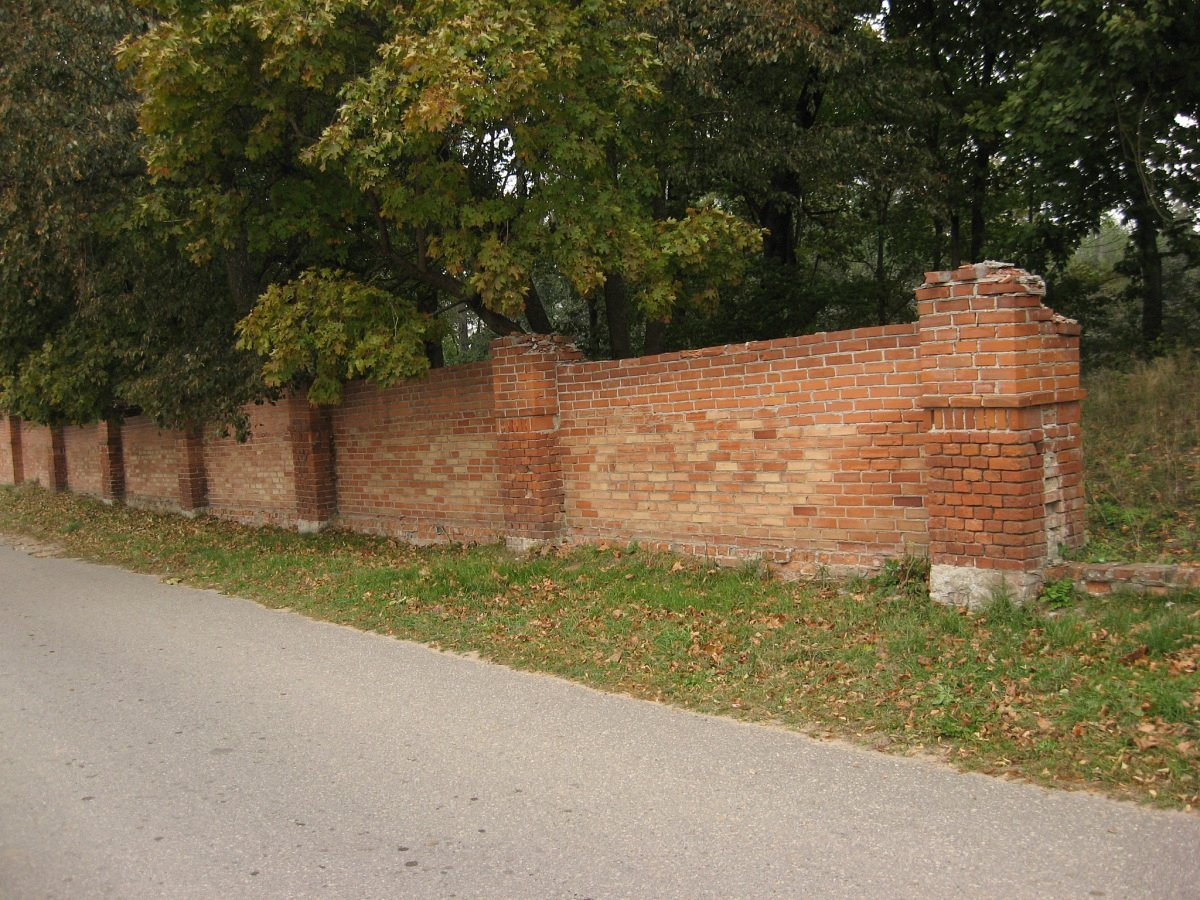
Парк
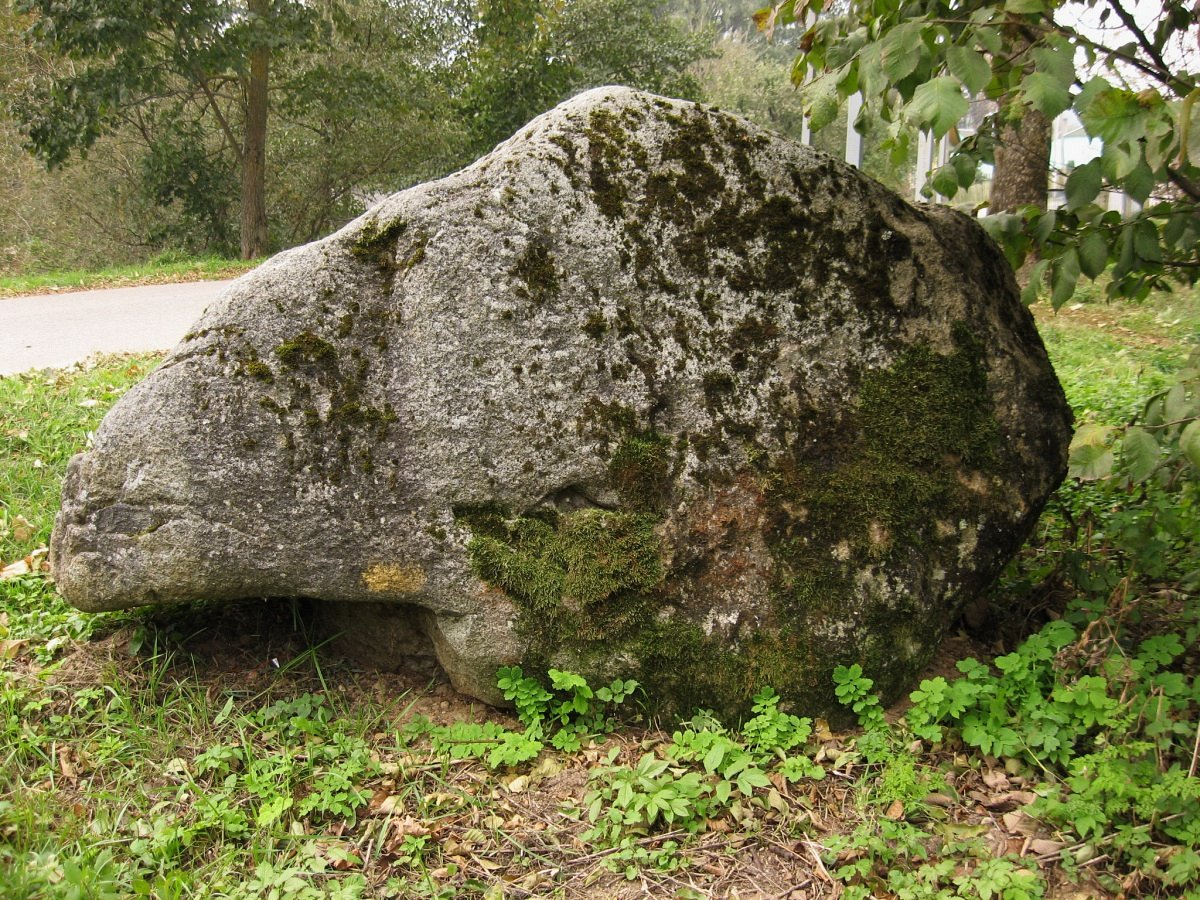
Камень с табличкой "Парк Вселюб"
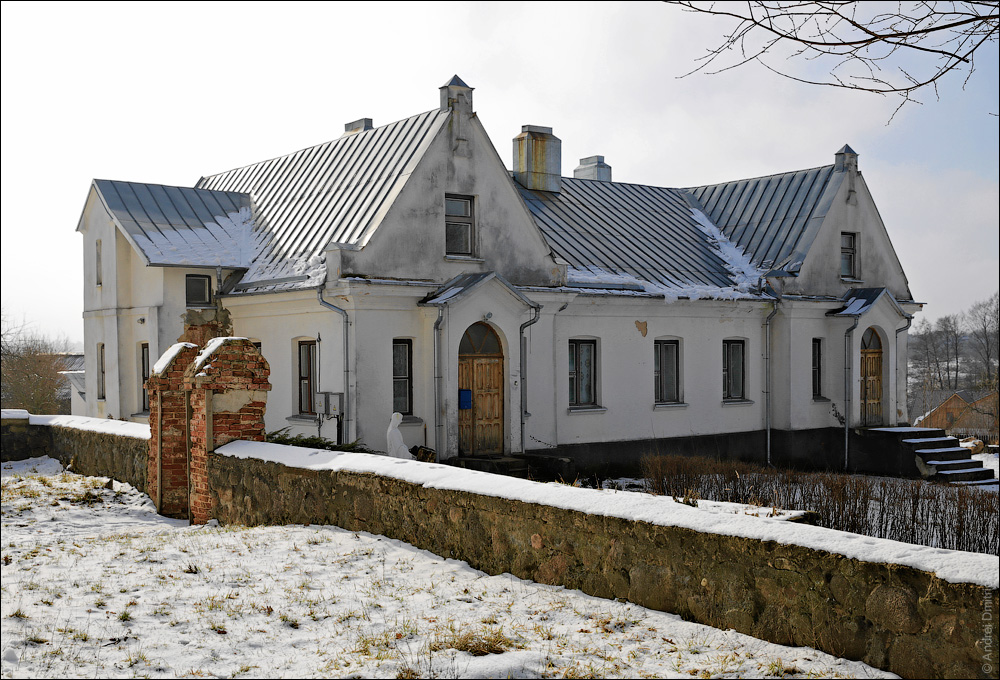
Плебания
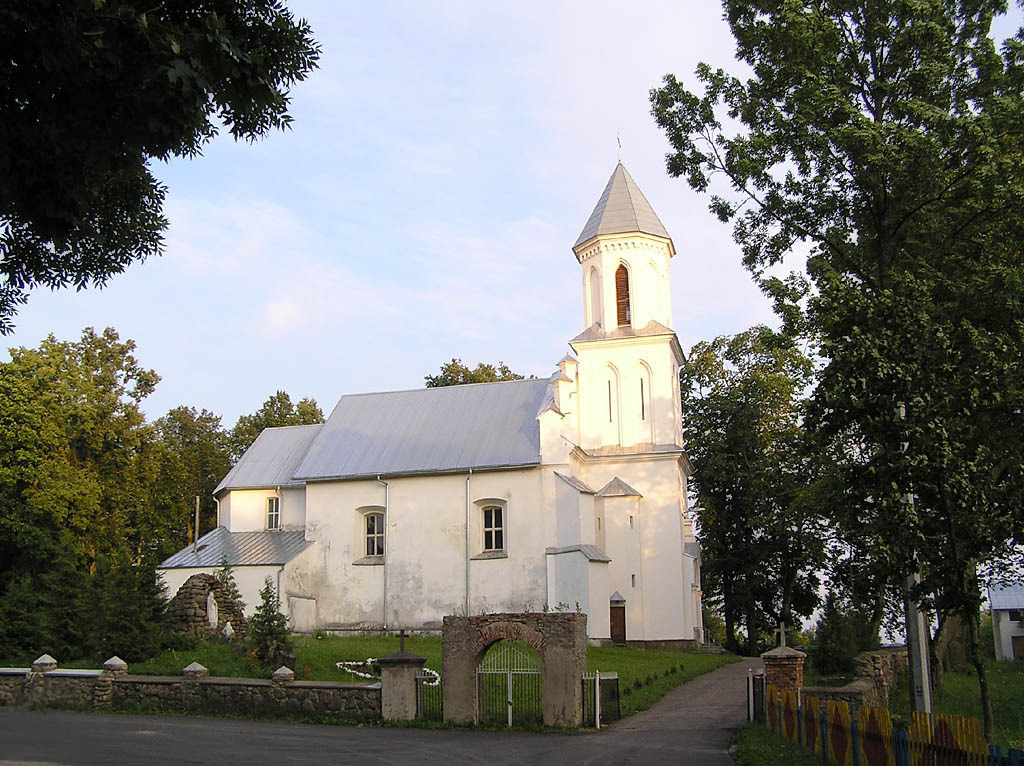
Католическая церковь Святого Казимира
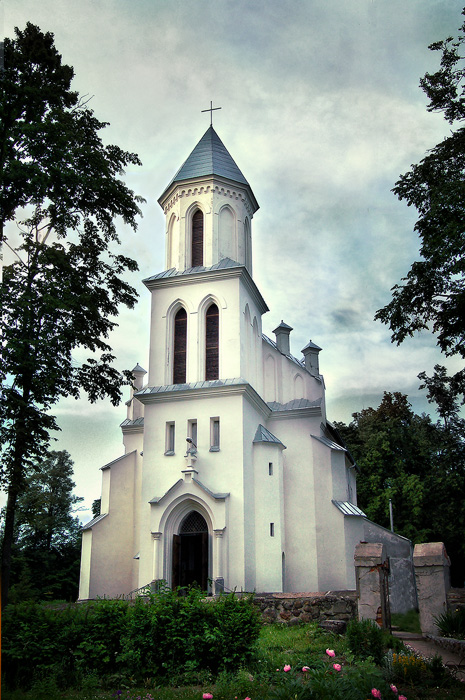
Католическая церковь Святого Казимира
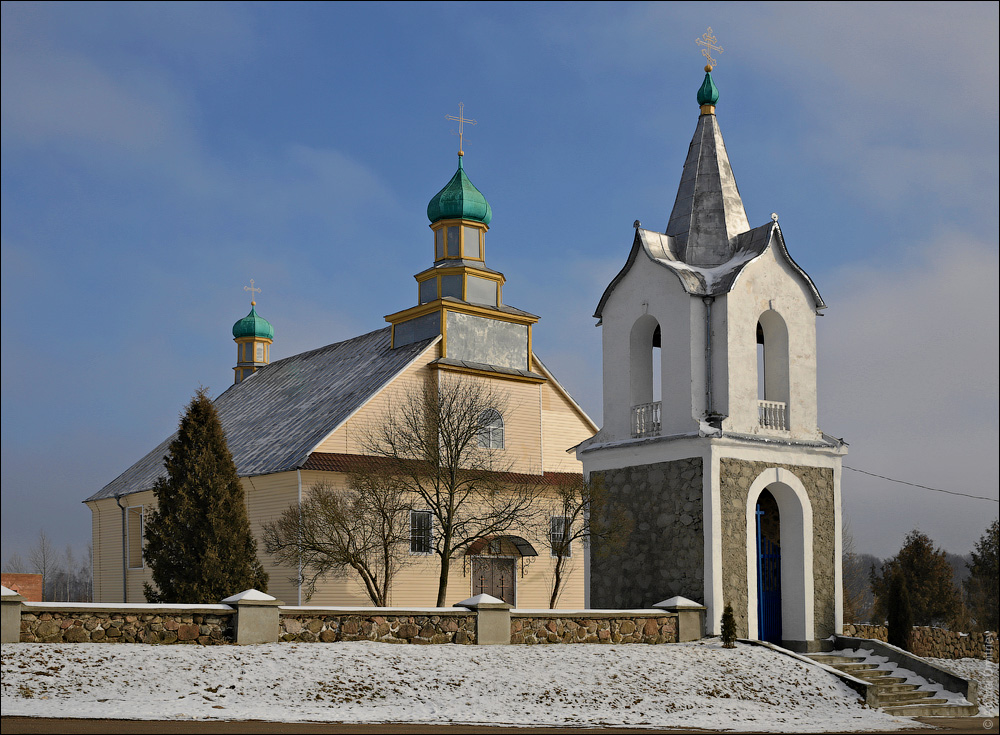
Православная церковь св. Михаила Архангела